# Мойсеєв Станіслав Анатолійович
Станісла́в Анато́лійович Мойсеєв (нар. 21 березня 1959, Харків) — український театральний режисер, заслужений діяч мистецтв України (1999), народний артист України (2008), художній керівник Київського національного академічного Молодого театру (1996—2012; з 2025), художній керівник Національного академічного драматичного театру імені Івана Франка (2012—2017), доцент кафедри акторського мистецтва  Київського національного університету театру, кіно і телебачення імені Івана Карпенка-Карого.
В творчому доробку Станіслава Мойсеєва понад п'ятдесят вистав, поставлених в різних театрах України та за кордоном.

## Життєпис
Народився в акторській родині (мати — Євгенія Воробйова — актриса, народна артистка УРСР, вітчим — В'ячеслав Крутюк, засл. артист України). Вперше вийшов на сцену у віці чотирьох років, однак, батьки не хотіли, щоб син пов'язав життя з акторською професією. 1981 року С. Мойсеєв закінчив об'єднаний акторсько-режисерський курс Київського національного університету театру, кіно і телебачення імені Івана Карпенка-Карого (художній керівник курсу — Леонід Олійник, режисуру викладав — Р. Коломієць). Під час навчання створив музичний рок-гурт (де грав на фортепіано і гітарі).
Одружений з актрисою Риммою Зюбіною, має сина Даниїла.

## Режисерські роботи
Сумський обласний академічний театр драми та музичної комедії імені М. С. Щепкіна
Професійну діяльність С. Мойсеєв розпочав 1981 року у Сумському драматичному театрі ім. Щепкіна, де працював режисером постановником. Вже з перших своїх робіт («Дві стріли» О. Володіна, «Наталка Полтавка» І. Котляревського) заявив про себе як цікавий, перспективний митець із оригінальним баченням світу. 
Постановки у Сумському драматичному театрі ім. Щепкіна:
- 1984 р. І. Котляревський «Наталка Полтавка»
- 1984 р. О. Володін «Дві стріли»
- 1984 р. Н. Семенова «Пічка на колесі»
- 1985 р. І. Микитенко «Соло на флейті»
- 1986 р. М. Зарудний, «Бронзова фаза»
- 1986 р. А. Макаров «Портрет для першої шпальти»
- 1987 р. Ж.-Б. Мольєр «Витівки Скапена»

Закарпатський обласний державний український музично-драматичний театр|Закарпатський обласний музично-драматичний театр
З 1988 року Мойсеєва очолив Закарпатський обласний музично-драматичний театр (м. Ужгород). У багатьох своїх виставах Мойсеєв створює музичне оформлення, інколи  виступає і як сценограф. 1990 року колектив театру обрав С. Мойсеєва художнім керівником театру.
Постановки у Закарпатському обласному музично-драматичному театрі (м. Ужгород)
- 1987 р. К. Чапек «Біла хвороба»
- 1988 р. Ж.-Б. Мольєр «Витівки Скапена»
- 1988 р. І. Котляревський С.Бедусенко «Енеїда»
- 1989 р. Г. Пінтер «Колекція»
- 1989 р. І. Котляревський «Наталка Полтавка»
- 1989 р. М. Гараєва «Міняли»
- 1989 р. М. Куліш «Зона» (Telletia)
- 1990 р. Н. Саймон «Хочу зніматись у кіно»
- 1991 р. Ж. Расін «Федра»

1990—1996 — «вільний» період творчості
З 1992 року Станіслав Мойсев працює у Києві, де, зокрема, розпочинає викладацьку діяльність. У 1990-х випускає заочний курс в Київському національному університеті культури і мистецтв, працює педагогом на режисерському курсі Р. Коломійця, з 2003 року — художній керівник акторського курсу в КНУТКіТ ім. І. К. Карпенка-Карого.
У Києві Мойсеєв здійснює  постановки як запрошений режисер на сценах Національного академічного драматичного театру імені Івана Франка, у Київському російському театрі ім. Лесі Українки, у Київському театрі юного глядача, у театрі «Браво».
Постановки цього періоду:
- 1991 — «Міщанин-шляхтич» Ж.-Б. Мольєра, м. Львів, російський театр ПрикВО
- 1991 — «Тусовка» Р. Ільницької, м. Ужгород — Мукачівський драматичний театр
- 1992 — Б. Жолдак, С. Мойсеєв (за М. Гоголем — «Вій») «Хто зрадить Брута?..», м. Київ — Національний театр імені Івана Франка
- 1992 — А. Писарєв, Н. Шаховський «Веселись когда велят…», м. Київ — Театр ім. Лесі Українки
- 1993 — О. Дюма «Нельська вежа», м. Київ — Театр Юного Глядача
- 1993 — А. Писарєв «Вчитель і учень», м. Одеса — Одесский академический русский драматический театр
- 1994 — І. Карпенко-Карий «Гроші» («Сто тисяч») — обласний театр ім. Т. Шевченка
- 1994 — Ж. Ануй «Коломба», м. Донецьк — Донецький національний академічний український музично-драматичний театр
- 1994 — А. Ейкборн «Неймовірний ілюзіон Ерні», м. Київ — Театр Юного Глядача
- 1994 — М. Дюрас «Ні з тобою, ні без тебе», м. Київ — театр «Браво»
- 1995 — Л. Піранделло «Людина, звір і доброчинець», м. Донецьк  — Донецький національний академічний український музично-драматичний театр
- 1996 — Г. Ібсен «Привиди», м. Київ  — театр «Браво»
- 1996 — «Український voudeville, або Вип'ємо й поїдемо!..» (Провінціальні анекдоти за комедіями М.Кропивницького «На руїнах» та «По ревізії»), м. Київ  — Національний театр імені Івана Франка
- 1997 — С. Моем «Коло», м. Київ  — театр «Браво»
- 1999 — Ж. Кокто «Жахливі батьки», м. Київ  — театр «Браво»

Київський академічний Молодий театр

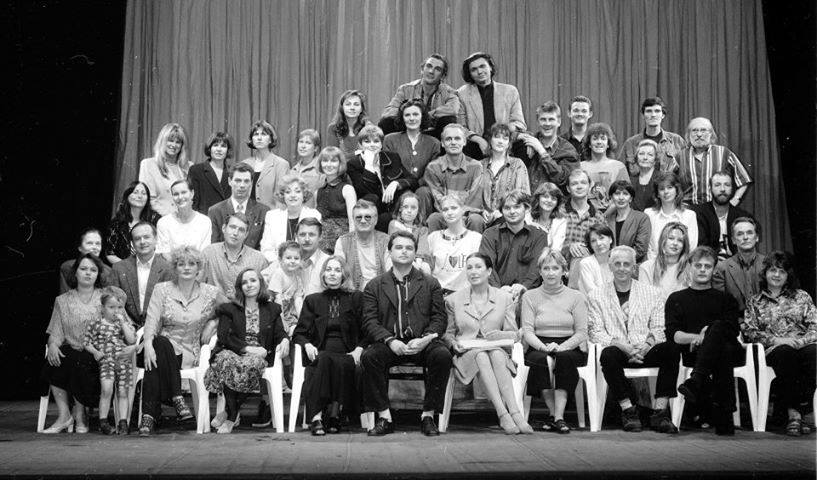
Станіслав Мойсеєв — художній керівник-директор Київського академічного Молодого театру з трупою

1996 року Станіслав Мойсеєв очолив Київський академічний Молодий театр.
Перша постановка «Дон Жуан» удостоєна премії «Київська пектораль» у трьох номінаціях, неодноразово представляла українське сценічне мистецтво на престижних театральних фестивалях.
С. А. Мойсеєв активно ставить класичну драматургію, експериментуючи з відомими текстами, перетворюючи їх на цілком сучасні вистави. Так сталося з виставою «РехуВілійЗор» за п'єсами М. Гоголя та М. Куліша. У виставі «Гедда Габлер» Г. Ібсена С. А. Мойсеєву вдалося майстерно об'єднати тонкі психологічні перипетії сюжету із вишуканістю музичного та образного рішення. Спектакль удостоєний премії за режисуру та сценографічне рішення на Міжнародному театральному фестивалі «Херсонські ігри-2001» та «Київська пектораль-2001».
Від вистави до вистави чіткіше проявлялося творче кредо режисера —  активна позиція до проблем сьогодення, відкриття нових імен, прилучення широкого загалу до сучасного літературно-мистецького процесу.
З приходом нового керівника театр реформується, оновлюється репертуар, вистави починають ставити запрошені українські та закордонні режисери (Дмитро Богомазов, Дмитро Лазорко, Ігор Славінський, угорський режисер Бела Меро здійснює постановку вистави «Той, Тот та інші», французький режисер Крістоф Фьотріє ставить виставу «Поки мама не прийшла»).
Станіслав Мойсеєв налагоджує зв'язки з театрами сусідніх країн (прикладом творчої колобарацій є спільний україно-німецько-італійський проект на базі Дюссельдорфського театру — вистава «Нелегал Орфейський», в якій брали участь троє акторів Молодого театру), влаштовує гастролі (так, театр приймав театри з Грузії, Польщі, Франції та ін. країн).
Театр бере активну участь у різноманітних фестивалях в Україні і за кордоном. Всі ці заходи направлено на реалізацію головного завдання — інтеграцію українського театру в європейський культурний простір.
Мойсеєв розпочинає співпрацю з Юрієм Андруховичем, результатом якої стає вистава «Московіада». Театр співпрацює із закордонними авторами — Х. Майоргою, Я. Гловацьким, а також культурними інституціями різних країн в Україні.
На сцені театру проходить «Краківський салон поезії у Києві», свої творчі вечори проводить літературна група Бу-Ба-Бу,  2011 року С. Мойсеєв ініціює створення міжнародного фестивалю «Дім Химер».
Постановки:
- 1997 р. Ж.-Б. Мольєр «Дон Жуан».
- 1999 р. С. Мойсеєв (за М.Гоголем та М.Кулішем) «РЕхуВІлійЗОР»
- 2000 р. В. Шекспір «Трагедія Гамлета, принца данського»
- 2001 р. Г. Ібсен «Гедда Габлер»
- 2001 р. І. Коваль «Лев і Левиця» («Поганські святі»)
- 2002 р. А. Шніцлер «Хоровод любові»
- 2003 р. А. Чехов «Дядя Ваня»
- 2004 р. І. Коваль «Маринований аристократ»
- 2005 р. Ф. Шиллер «В моїм завершенні — початок мій…» («Марія Стюарт»)
- 2006 р. Н. Симчич, С.Мойсеєв (за Ю.Андруховичем) «Московіада»
- 2007 р. Я. Гловацький «Четверта сестра»
- 2008 р. А. Вальєхо «У палаючій пітьмі»
- 2010 р. В. Шекспір «Сатисфакція» за п'єсою «Венеційський купець»
- 2012 р. Х. Майорга «Любовні листи до Сталіна»

Національний академічний драматичний театр імені Івана Франка
У 2012 році, після смерті Богдана Ступки, Мойсеєва було призначено художнім керівником Національного академічного драматичного театру імені Івана Франка.
У 2017 році художнім керівником франківців став Михайло Захаревич, директор театру з 1992 року.
Постановки на сцені театру:
- 1992 — «Хто зрадить Брута?..» Б. Жолдака, С. Мойсеєва за «Вієм» Миколи Гоголя
- 1996 — «Український voudeville, або Вип'ємо й поїдемо!..» провінціальні анекдоти за комедіями «На руїнах» та «По ревізії» Марка Кропивницького
- 2013 — «Квітка Будяк» Наталі Ворожбит за мотивами п'єси «Маклена Граса» Миколи Куліша
- 2014 — «Така її доля…» інсценізація С. Мойсеєва за поезією Тараса Шевченка
- 2015 — «Ерік XIV» Августа Стріндберга
- 2016 — «Зірка, або Інтоксикація театром» за п'єсою «Якість зірки» Ноела Коварда
- 2016 — «Безталанна» Івана Карпенка-Карого
- 2017 — «Подорож Аліси до Швейцарії» Лукаса Барфуса
- 2017 — «Всі мої сини» Артура Міллера

після 2018 року
- 2019, 9 грудня — «Акула» Девіда Мемета (Дикий Театр)[4]
- 2020, 5 вересня — «Сатисфакція» за «Венеційським купцем» Вільяма Шекспіра (Національний академічний український драматичний театр імені Марії Заньковецької)[5][6][7]

Постановки закордоном
Від початку 90-х років Станіслав Мойсеєв починає ставити вистави і закордоном:
- 1990 — «Театр часів Нерона і Сенеки» Е. Радзинського (м. Пряшів, Чехословаччина)[8]
- 2009 — «Одруження» М. Гоголя (м. Бекешчаба, Угорщина)[9]
- 2015 — «Васса Желєзнова» М. Горького (м. Пекін, Китай)[10]
- 2018 — «Masara» Маріус Івашкевічус (м. Краків, Польща, Stary Teatr)[11]
- 2018 — «Васса Желєзнова» М. Горького (м. Тбілісі, Грузія, Тбіліський російський драматичний театр імені О. С. Грибоєдова)[12]

## Нагороди
- 1996 — Номінант премії «Київська пектораль» в категорії «Найкраща режисерська робота» (вистава «Привиди»)
- 1999 — Заслужений діяч мистецтв України
- 2001 — Лауреат премії «Київська пектораль» в категорії «Найкраща режисерська робота» (вистави «Гедда Габлер» і «Лев і Левиця»)
- 2003 — Лауреат премії ім. Івана Котляревського
- 2006 — Номінант премії «Київська пектораль» в категорії «Найкраща режисерська робота» (вистава «Московіада»)
- 2007:
- Лауреат премії «Київська пектораль» в категорії «Найкраща вистава» (вистава «Четверта сестра»)
- Номінант премії «Київська пектораль» в категорії «Найкраща режисерська робота» (вистава «Четверта сестра»)
- 2009 :
- Народний артист України
- Нагороджений Срібною медаллю Національної Академії мистецтв України
- 2013 — Номінант премії «Київська пектораль» в категорії «Найкраща режисерська робота» (вистава «Дядя Ваня»)
- 2014 — На думку українських театральних журналістів («Дзеркало тижня»), ввійшов в ТОП-10 найвпливовіших театральних режисерів.